# Камминз, Джордж Бейкер
Джордж Бейкер Камминз (англ. George Baker Cummins; 1904—2007) — американский ботаник, миколог и фитопатолог, специализировавшийся в систематике ржавчинных грибов-устомицетов.

## Биография
Джордж Бейкер Камминз родился 29 августа 1904 года в городе Текумсе штата Небраска в семье Нелли Бейкер Камминз и Джорджа Уилсона Камминза. После окончания школы в 1922 году Камминз поступил в Колледж штата Монтата (ныне Университет штата Монтана). В 1927 году Камминз получил степень бакалавра наук по ботанике и бактериологии. Осенью 1927 года Джордж Бейкер перешёл в Мичиганский университет в Энн-Арборе, на протяжении двух лет жил в доме Кельвина Генри Кауфмана. В январе 1930 года Камминз перешёл в Университет Пердью. Осенью того же года он женился на Маргарет Семпилл. В 1934 году у них родился сын Ричард, а в 1936 — дочь Элейн. Маргарет умерла вскоре после рождения дочери, и в 1938 году Камминз женился на Милдред Шрайвер. Камминз получил степень доктора философии в Университете Пердью под руководством Ральфа Колдуэлла. В 1946 году Камминз был избран президентом Микологического общества США. В 1947 году он стал профессором Университета Пердью. С 1966 по 1970 он был главой Департамента ботаники и фитопатологии Университета. Джордж Камминз скончался 30 марта 2007 года в возрасте 102 лет в городе Тусон штата Аризона.

## Роды и виды грибов, названные в честь Дж. Б. Камминза
- Cumminsiella Arthur, 1933
- Cumminsina Petr., 1955
- Amylocorticium cumminsii Gilb. & Lindsey, 1989
- Corbulopsora cumminsii Thirum., 1947
- Erysiphe cumminsiana U.Braun, 1983 [syn.  Neoerysiphe cumminsiana (U.Braun) U.Braun, 1999]
- Hapalophragmites cumminsii Ramanujam & Ramachar, 1980
- Hemileia cumminsii Ritschel, 2005
- Melampsora cumminsii Bagyan. & Ramachar, 1984
- Phyllosticta cumminsii Bissett, 1979
- Prospodium cumminsii F.Kern & Thurst., 1944
- Pucciniosira cumminsiana Buriticá & J.F.Hennen, 1980
- Ravenelia cumminsii J.W.Baxter, 1964